# Beaver State Motor Company
Beaver State Motor Company war ein US-amerikanischer Hersteller von Automobilen.

## Unternehmensgeschichte
P. A. Combs gründete 1912 das Unternehmen. Der Sitz war in Portland in Oregon und das Werk in Gresham. E. T. Fetch, der vorher bei Packard tätig war, hatte die Rolle eines Superintendenten. Im gleichen Jahr begann die Produktion von Automobilen. Der Markenname lautete Beaver. Allerdings gab es Patentstreitigkeiten mit Overland. Ebenfalls 1912 endete die Fahrzeugproduktion. Insgesamt entstanden zwei Fahrzeuge, die auch verkauft und in Kalifornien zugelassen wurden. Das Werk war erst 1914 komplett fertiggestellt. Bis 1920 entstanden noch Kanalrohre, Metallgussteile, Räder für Schienenfahrzeuge, Zementmischmaschinen und Ottomotoren.
Es gab keine Verbindung zur Beaver Manufacturing Company, die den gleichen Markennamen benutzte.

## Fahrzeuge
Das einzige Modell hatte einen Sechszylindermotor mit 45 PS Leistung. Einige Teile für den Antrieb kamen von der Lanchester Motor Company aus England. Eine Abbildung zeigt einen offenen Tourenwagen.
Die Spur eines Fahrzeugs verliert sich während der langen Phase der Insolvenz. Das zweite Fahrzeug fiel 1929 einen Feuer zum Opfer.